# Hayate no Gotoku! Heaven is a Place on Earth
Hayate no Gotoku! Heaven is a place on Earth (劇場版 ハヤテのごとく! HEAVEN IS A PLACE ON EARTH?) es una película de la franquicia de anime y manga japonés Hayate no Gotoku!, creado por Kenjiro Hata. La película fue dirigida por Hideto Komori, producida por Tomoki Nagasaka, la historia es original del creador del manga, Kenjiro Hata. La película fue estrenada el 27 de agosto de 2011 como un doble-cartel junto con Mahō Sensei Negima!  de Ken Akamatsu. 

## Trama
Hayate, Nagi y la banda pasan los últimos días de vacaciones de verano en la casa de campo de Nishizawa. Pero un espíritu misterioso llamado Suzune Ayasaki (la abuela de Hayate) ha inventado un plan para separar al mayordomo de su joven ama en un parque de atracciones que Hayate solía visitar cuando era joven.
- Datos: Q1100231